# Funhouse Summer Carnival Tour
Tournées par P!nk
Funhouse Tour
(2009) The Truth About Love Tour
(2013-2014)
Le Funhouse Summer Carnival Tour est la cinquième tournée de la chanteuse américaine P!nk. Basée sur son cinquième album studio Funhouse (2008), c'est la tournée d'été, exclusivement européenne, qui fait suite au Funhouse Tour. Elle regroupe des dates lors de festivals de renommée mondiale et des dates dans des stades.
Il n'y a pas de DVD pour cette tournée.

## Premières parties
Dans l'ordre alphabétique :
- Butch Walker & The Black Widows[1],[2]
- City and Colour[1]
- Good Charlotte[3],[4]
- Gossip[5]
- Hockey[6]
- Mumiy Troll[7]
- Nik & Jay[8]
- Nikka Costa[2],[9]
- Olga Lounová[10]
- OneRepublic
- Paolo Nutini[2]
- Philipp Poisel[11]
- PMMP[12]
- Run Run Run[7]
- Silbermond[13]
- Stanfour[2],[9]
- Takida[14]
- The Raveonettes
- The Ting Tings[15]
- Vadel[4]
- V V Brown[1]
- Xindl X[16]

## Troupe
- P!nk : chant, danse, acrobaties
- Jason Chapman : direction musicale, arrangements et piano
- Justin Derrico : guitare
- Kat Lucas : guitare, piano et voix
- Eva Gardner : basse
- Mark Schulman : batterie
- Stacy Campbell : voix
- Jenny Douglas Mc-Rae : voix
- Addie Yungmee : danse
- Nikki Tuazon : danse

## Liste des chansons
1. Get the Party Started
2. Funhouse
3. Ave Mary A
4. Who Knew
5. Bad Influence
6. Just Like A Pill
7. Please Don't Leave Me
8. Sober
9. I'm Not Dead
10. Unwind
11. I Don't Believe Youa
12. Dear Mr. Presidenta
13. Mean (avec Butch Walker)
14. Medley (avec Butch Walker à la guitare) :
  - My Generation (reprise de The Who)
  - Basket Case (reprise de Green Day)
  - Roxanne (reprise de The Police)
15. What's Up?a (reprise de 4 Non Blondes)
16. Whataya Want from Mea
17. Try Too Hard
18. U + Ur Hand
19. Leave Me Alone (I'm Lonely)

Encore :
1. So What

a : pour certaines dates seulement

## Dates de la tournée
| Date            | Ville             | Pays               | Lieu                             | Festival                | Premières parties                                                    |
| Europe          | Europe            | Europe             | Europe                           | Europe                  | Europe                                                               |
| --------------- | ----------------- | ------------------ | -------------------------------- | ----------------------- | -------------------------------------------------------------------- |
| 29 mai 2010     | Cologne           | Allemagne          | RheinEnergieStadion              |                         | Butch Walker & The Black Widows Nikka Costa Paolo Nutini Stanfour    |
| 30 mai 2010     | Landgraaf         | Pays-Bas           | Megaland Landgraaf               | Pinkpop Festival        |                                                                      |
| 2 juin 2010     | Heilbronn         | Allemagne          | Frankenstadion                   |                         | Butch Walker & The Black Widows Nikka Costa Paolo Nutini Stanfour    |
| 3 juin 2010     | Stadtallendorf    | Allemagne          | Hessentagsarena Open Air Gelände | Hessentag Festival      | Butch Walker & The Black Widows Nikka Costa Philipp Poisel           |
| 5 juin 2010     | Innsbruck         | Autriche           | OlympiaWorld Innsbruck           |                         | Butch Walker & The Black Widows Nikka Costa OneRepublic Paolo Nutini |
| 6 juin 2010     | Munich            | Allemagne          | Olympia Reitstadion Riem         |                         | Butch Walker & The Black Widows Nikka Costa Paolo Nutini Stanfour    |
| 8 juin 2010     | Berlin            | Allemagne          | Waldbühne                        |                         | Butch Walker & The Black Widows Nikka Costa Paolo Nutini             |
| 11 juin 2010    | Sunderland        | Royaume-Uni        | Stadium of Light                 |                         | Butch Walker & The Black Widows City and Colour Hockey V V Brown     |
| 12 juin 2010    | Bolton            | Royaume-Uni        | Reebok Stadium                   |                         | Butch Walker & The Black Widows City and Colour Hockey               |
| 13 juin 2010    | Newport           | Royaume-Uni        | Seaclose Park                    | Isle of Wight Festival  | Butch Walker & The Black Widows Hockey V V Brown                     |
| 16 juin 2010    | Belfast           | Royaume-Uni        | King's Hall Complex Grounds      |                         | Butch Walker & The Black Widows City and Colour                      |
| 19 juin 2010    | Dublin            | Irlande            | RDS Arena                        |                         | Butch Walker & The Black Widows Hockey V V Brown                     |
| 20 juin 2010    | Limerick          | Irlande            | Thomond Park                     |                         | Butch Walker & The Black Widows Hockey V V Brown                     |
| 23 juin 2010    | Swansea           | Royaume-Uni        | Liberty Stadium                  |                         | Butch Walker & The Black Widows Hockey V V Brown                     |
| 24 juin 2010    | Coventry          | Royaume-Uni        | Ricoh Arena                      |                         | Butch Walker & The Black Widows Hockey V V Brown                     |
| 26 juin 2010    | Glasgow           | Royaume-Uni        | Hampden Park                     |                         | Butch Walker & The Black Widows Hockey V V Brown                     |
| 27 juin 2010    | Alton             | Royaume-Uni        | Alton Towers                     |                         | Butch Walker & The Black Widows Hockey V V Brown                     |
| 29 juin 2010    | Ipswich           | Royaume-Uni        | Portman Road                     |                         | Butch Walker & The Black Widows Hockey V V Brown                     |
| 2 juillet 2010  | Londres           | Royaume-Uni        | Hyde Park                        | Wireless Festival       | Gossip Hockey The Ting Tings                                         |
| 3 juillet 2010  | Werchter          | Belgique           | Werchter Festival Grounds        | Rock Werchter Festival  | Gossip                                                               |
| 4 juillet 2010  | Arras             | France             | Citadelle d'Arras                | Main Square Festival    | Gossip Stereophonics                                                 |
| 6 juillet 2010  | Nîmes             | France             | Arènes de Nîmes                  | Festival de Nîmes       | Vadel Good Charlotte                                                 |
| 8 juillet 2010  | Linz              | Autriche           | Linzer Stadion                   |                         | Butch Walker & The Black Widows Nikka Costa Paolo Nutini Silbermond  |
| 10 juillet 2010 | Berne             | Suisse             | Stade de Suisse                  |                         | Butch Walker & The Black Widows Silbermond                           |
| 12 juillet 2010 | Locarno           | Suisse             | Piazza Grande                    | Moon and Stars Festival | Butch Walker & The Black Widows Silbermond                           |
| 13 juillet 2010 | Nice              | France             | Stade Charles-Ehrmann            | Nikaïa Estival          | Butch Walker & The Black Widows Vadel Good Charlotte                 |
| 15 juillet 2010 | Nuremberg         | Allemagne          | Grundig Stadion                  |                         | Butch Walker & The Black Widows Nikka Costa                          |
| 16 juillet 2010 | Salem             | Allemagne          | Schloß Salem                     | Salem Open Airs         | Butch Walker & The Black Widows                                      |
| 18 juillet 2010 | Saint-Pétersbourg | Russie             | Telebashnya Stadium              | Tuborg GreenFest        | Good Charlotte Mumiy Troll Run Run Run                               |
| 20 juillet 2010 | Prague            | République tchèque | Eden Aréna                       |                         | Butch Walker & The Black Widows Good Charlotte Olga Lounová Xindl X  |
| 21 juillet 2010 | Helsinki          | Finlande           | Kaisaniemi Park                  |                         | Butch Walker & The Black Widows PMMP                                 |
| 23 juillet 2010 | Göteborg          | Suède              | Ullevi Stadium                   |                         | Butch Walker & The Black Widows Takida                               |
| 24 juillet 2010 | Copenhague        | Danemark           | Parken Stadium                   |                         | Butch Walker & The Black Widows Nik & Jay The Raveonettes            |
| 25 juillet 2010 | Kristiansand      | Norvège            | Odderøya Amfi                    |                         | Butch Walker & The Black Widows                                      |

## Concerts annulés
P!nk a annulé un concert prévu le 27 mai 2010 à Hanovre.